# Zanthoxylum multijugum
Zanthoxylum multijugum är en vinruteväxtart som beskrevs av Adrien René Franchet. Zanthoxylum multijugum ingår i släktet Zanthoxylum och familjen vinruteväxter. Inga underarter finns listade i Catalogue of Life.